# 보이스 대전차소총
보이스 대전차소총(Boys Anti-Tank Rifle)은 제식명 Rifle Anti-Tank, 55in, Boys의 잘 알려진 이름으로, 영국 육군과 영국 연방에 가입한 나라가 제2차 세계 대전 동안 사용했던 대전차소총이다.
왕립 소화기 공장의 디자이너이자 영국 소화기 위원인 보이스 대위에 위해 설계되었다. 노리쇠 작동식의 보이스 대전차총은 크노츠 & RG .55 보이스(13.9 × 99 mm B) 탄약을 사용하며, 둥근 소염기와 T형 양각대를 가진 마크 Ⅰ와 사격형 소염기와 V형 양각대를 가진 마크 Ⅱ의 두 종류가 있다.
제2차 세계 대전의 초기, 전차와 차량에 대해 300 야드(280 m)에서 효과적이었으나, 개발이 너무나 늦어서 전선에 배치된 무렵에는 이미 초속 945 m/s의 텅스텐으로 코팅된 철갑탄이 개발된 뒤였다. 그리고 전쟁이 점차 심화되면서 장갑이 두터워지고 견고해지자, 영국 육군은 결국 1943년에 횔씬 가볍고 효과적인 PIAT로 대체하였다. 태평양 전역에서는 일본제국군의 전차의 장갑이 얅아서 효과적이었기에 전쟁이 끝날 때까지 쓰였다.

## 운용
- 나치 독일 - 퇴각하던 영국 원정대가 버리고 간 것을 Panzerbüchse Boys로 명명하여 운용함.
- 뉴질랜드 육군
- 미국 해병대
- 아일랜드 공화국 육군
- 제2차 오스트레일리아 제국군 - 별명 “찰리 더 바스타드(Charlie the bastard)”
- 영국 육군
- 중국군 - .50 BMG를 쓸 수 있도록 개조하여 저격총으로 사용함.
- 캐나다 육군
- 핀란드 육군 - 겨울 전쟁과 제2차 소련-핀란드 전쟁에서 14 mm pst kiv/37로 명명하여 운용함.

## 같이 보기
- 대전차소총